# Mauroa
Mauroa è un comune del Venezuela situato nello stato del Falcón.
Il capoluogo del comune è la città di Mene de Mauroa.